# جبل القارة (اليمن)

## الموقع
يقع جبل القارة في مديرية يافع جنوبي  اليمن ويعتبر من أهم المعالم الجغرافية والتاريخية في يافع ويبلغ ارتفاعه 2500 متر تقريباً عن سطح البحر-غير مؤكد يحتاج لمصادرمؤكده-وعلى ذلك الجبل الشامخ يقع مركز حكم السلطان العفيفي (القارة) المتميز بالمباني ذات الطابع الحميري الفريد من نوعه، وترتفع بعض قصوره إلى ستة طوابق، وشيدت جدرانها وسقوفها بالأحجار البيضاء الرخام التي ما تزال قائمة حتى الآن دون أن تتأثر بعوامل الطبيعة، باستثناء بعض القصور التي تعرضت للقصف الجوي من قبل طائرات الاستعمار الإنجليزي

## الأهمية
وتعد (القارة) من أهم المعالم الأثرية بمنطقة يافع وأشهرها، وتعتبر متحفاً طبيعياً فريداً، من حيث الطبيعة الخلابة التي تمثل آية في الجمال، نظراً لموقعها الاستراتيجي الجذاب وطابعها المعماري (الحميري) الفريد في مبانيها (منازل- مساجد- أضرحة- صهاريج- مدافن وقصور).
وأعطاها موقعها أهمية عظيمة عند قبائل يافع، حيث تعد محوراً للمكاتب (مراكز مشائخ القبائل بيافع)، وجميع تلك المكاتب (التي هي مجموعة من القبائل) تأتي عبر الطريق المؤدي إلى جبل (القارة)، وكل تلك الطرق مرصوفة بالأحجار ومدعمة بالجدران الساندة العملاقة ليسهل مرور الخيول والبغال والجمال وتلتقي كل الطرق في جبل (الجراشة) الواقع شمال (القارة)، ومن ثم يبدأ الصعود بسلم (القارة) الحجري، إلى حيث الدخول من بوابتها الشهيرة (سدة القارة).